# Fort de Carlsten
Le fort de Carlsten (Karlstens fästning en suédois) est le château fort construit sur l'île de Marstrand (Marstrandsön) en Bohuslän (Suède).
Sa construction commence au XVIIe siècle sous le roi Charles X de Suède. La Suède vient alors d'acquérir, par le traité de Roskilde (1658), la province de Bohuslän, auparavant norvégienne. Les bâtiments, principalement réalisés par des bagnards, ne sont terminés qu'en 1860.

### Autre fort de Bohuslän
- Fort de Bohus